# Thrypticomyia arachnophila
Thrypticomyia arachnophila är en tvåvingeart som först beskrevs av Alexander 1927.  Thrypticomyia arachnophila ingår i släktet Thrypticomyia och familjen småharkrankar. Inga underarter finns listade i Catalogue of Life.